# Hohe Warte (Höhenzug)

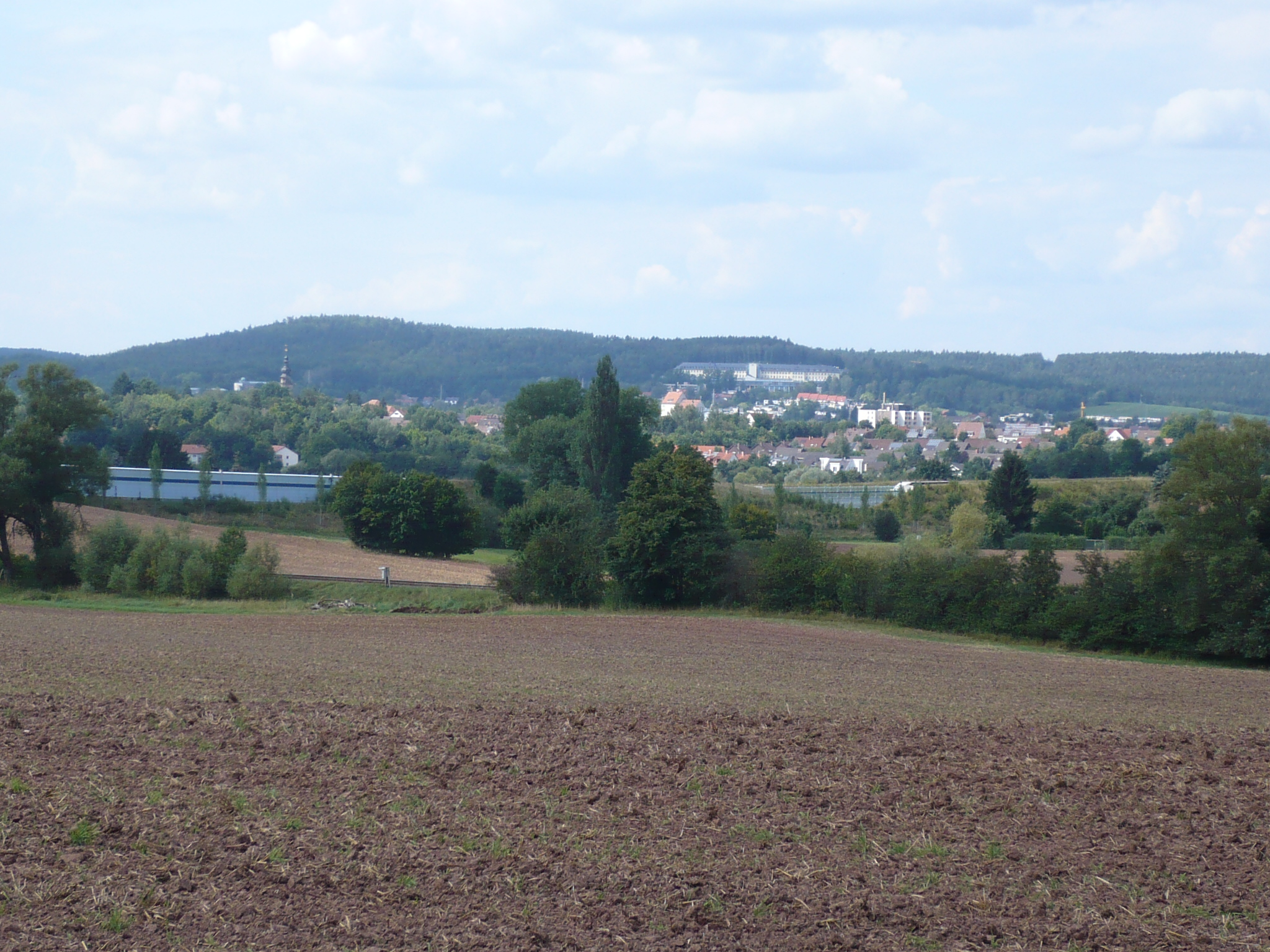
Hohe Warte mit der gleichnamigen Klinik von der Rollwenzelei aus gesehen

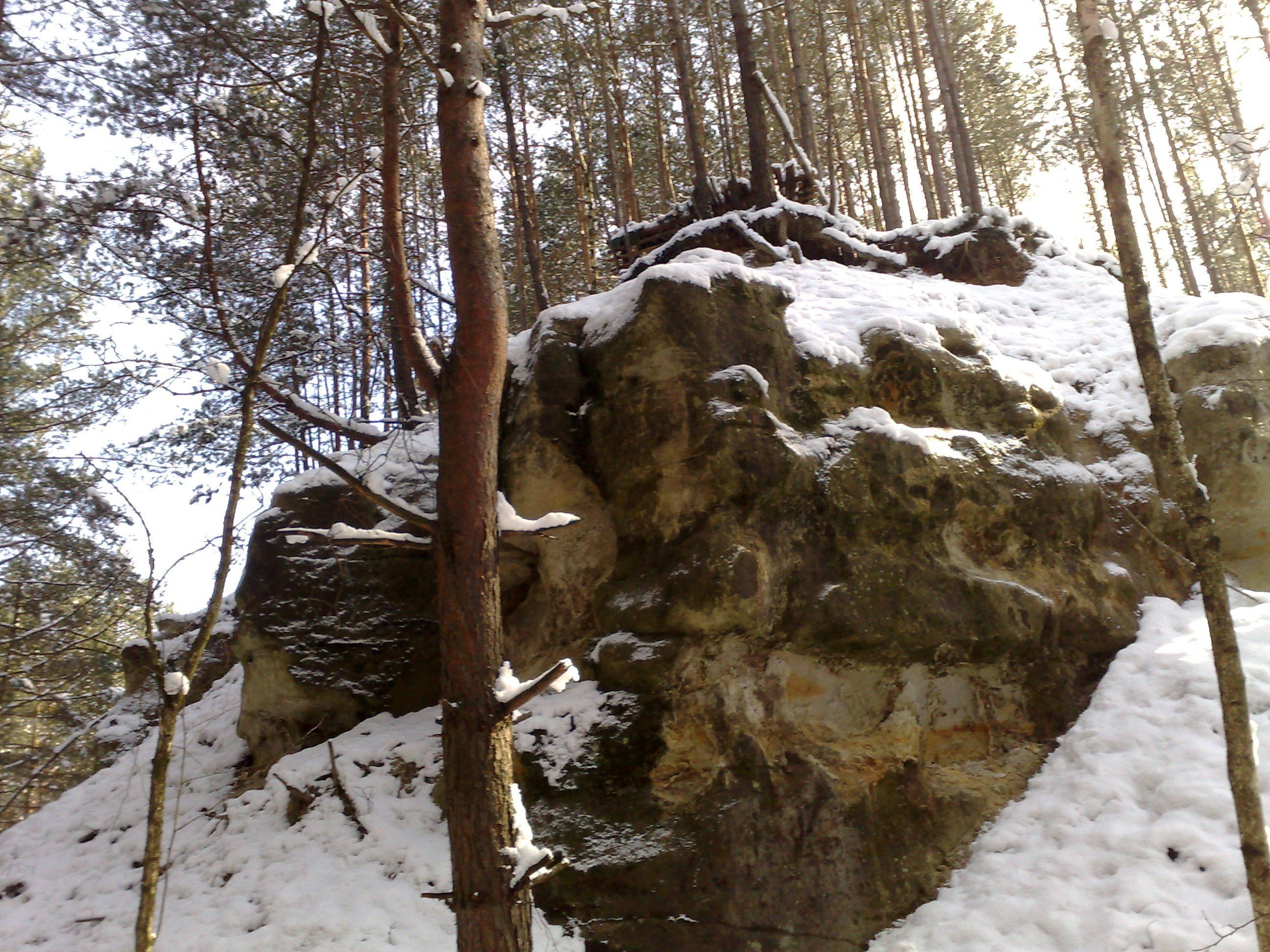
Felsen am Neuhauser Felsmassiv

Der Höhenzug Hohe Warte (318–463 m ü. NHN), nicht zu verwechseln mit dem gleichnamigen Berg beim nahegelegenen Bad Berneck, ist eine aus drei markanten Erhebungen bestehende, überwiegend bewaldete Formation am Südwestrand des Fichtelgebirges nördlich von und in Bayreuth. Die Quellen, Bäche und Seen der Hohen Warte sind für die Wasserversorgung der umgebenden Orte bedeutsam.

## Gemeinden
Bis zum 30. November 1973 war das Waldgebiet auf der Hohen Warte Gemeindefreies Gebiet Forst Sankt Georgen (Staatsforst). In jenem Jahr gab der Landkreis Bayreuth 360 Hektar seiner Fläche an die Stadt Bayreuth (darunter den Bereich um den Siegesturm) sowie die Gemeinden Bindlach, Cottenbach und Euben ab. Ungefähr 60 % des Höhenzugs (im Norden und Osten) liegen seitdem im Gemeindegebiet von Bindlach, der Rest verteilt sich auf das Stadtgebiet von Bayreuth (im Süden) und das Gemeindegebiet von Heinersreuth (im Westen).
Folgende Dörfer bzw. Gemeindeteile liegen direkt an der Bergkette:
| - Schupfenschlag - Stöckig - Neuhaus - Gemein - Crottendorf | - Pferch - Euben - Buchhof - Hochtheta - Theta | - Unterkonnersreuth - Cottenbach - Hermannshof - Wendelhöfen - Forkenhof |

## Gipfel

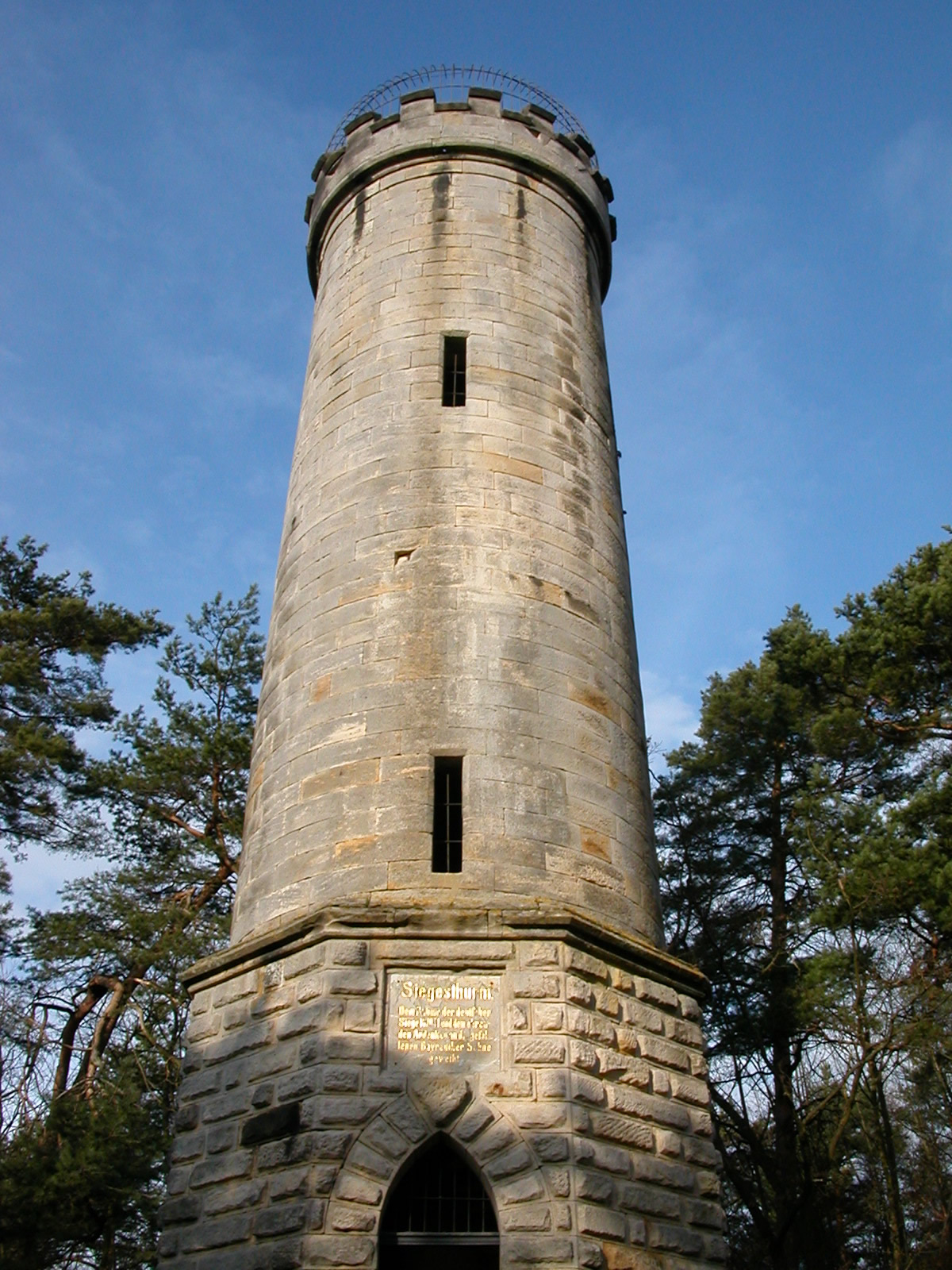
Siegesturm auf dem Gipfel Hohe Wart

- Hohe Wart (463 m ü. NHN, ⊙) mit dem nach dem Deutsch-Französischen Krieg 1870/71 errichteten Siegesturm
- Schupfenschlager Höhe  (452 m ü. NHN, ⊙)
- Kühnleite (451 m ü. NHN, ⊙)

## Gewässer
Flüsse/Bäche:
- Der Hirschbach entspringt am Hirschberg und fließt in die Trebgast
- Der Eisbach entspringt im Eisbachsee und fließt in die Trebgast
- Der Cottenbach entspringt im Hirschbergsee und fließt in den Roten Main
- Der Altbach entspringt am Fuß der Schupfenschlager Höhe und fließt in die Trebgast

Seen:
- Eisbachsee
- Hirschbergsee
- Schupfenschlager Weiher

## Felsen
- Neuhauser Felsmassiv (Nähe Neuhaus)
- Eisgrube (Nähe Pferch)
- Eisbachklamm (Nähe Buchhof)
- Sandsteinfelsen Hohe Wart (Nähe Hermannshof)
- Cottenbachklamm (Nähe Euben)
- Ludwigsfelsen benannt nach König Ludwig I. von Bayern (Nähe Hochtheta/Kühnleite)

## Freizeit und Tourismus
Fast die gesamte Hohe Warte ist als Landschaftsschutzgebiet ausgewiesen. Touristisch ist das Gebiet hauptsächlich um den Siegesturm auf der Hohen Wart erschlossen, der östliche Teil hingegen weniger. In einem ehemaligen Sandsteinbruch nahe dem Gipfel, aus dem das Baumaterial für den Siegesturm stammte, wurde ein Spielplatz angelegt, ergänzt durch einen Bolzplatz mit Basketballkörben. Ein beliebtes Ausflugsziel mit Biergarten und Kinderspielplatz ist das Gasthaus Auf der Theta, ein ehemaliges landwirtschaftliches Anwesen im Bindlacher Ortsteil Hochtheta.
Der Wanderweg Nortwaldweg beginnt am Südhang der Hohen Warte.

## Wirtschaftliche Bedeutung
Das Gebiet ist für die Holzwirtschaft von Bedeutung, es wird durch die Bayerischen Staatsforsten genutzt und gepflegt.
Das Quellgebiet rund um die Hohe Wart wird fast ausschließlich zur Wasserversorgung der Stadt Bayreuth genutzt. Der ältere dortige Trinkwasser-Hochbehälter (Fassungsvermögen 4000 Kubikmeter) wird vom Hauptsammler Löchleinstal bei Warmensteinach mit einer Million Kubikmeter – dort bereits gereinigtem und entkalktem – Wasser jährlich aus dem Fichtelgebirge versorgt. Er speichert Wasser, das aus rund 90 Quellfassungen am Südhang des Ochsenkopfs gewonnen wird. Von dort kommen über eine knapp 30 Kilometer lange Leitung mit ca. 3,4 Millionen Litern pro Tag 23 % des Bayreuther Trinkwassers in die Stadt.
1980 wurde ein zweiter, 10.000 Kubikmeter fassender Hochbehälter in Betrieb genommen. Sein Wasser, hauptsächlich Oberflächenwasser aus der Ködeltalsperre bei Kronach, wird über die Fernwasserversorgung Oberfranken bezogen und macht etwa die Hälfte des Bayreuther Trinkwassers aus.
Auf dem Gebiet der Stadt Bayreuth nutzen zwei Gruppen eines Waldkindergartens mit 40 Kindern das Gelände. Umstritten ist die seitens eines Vereins geplante Einrichtung eines Bestattungswalds, dessen Anlage die Waldkinder zu beeinträchtigen droht.
Östlich der Hohen Wart liegt die nach dem Höhenzug benannte Klinik Hohe Warte.

## Galerie

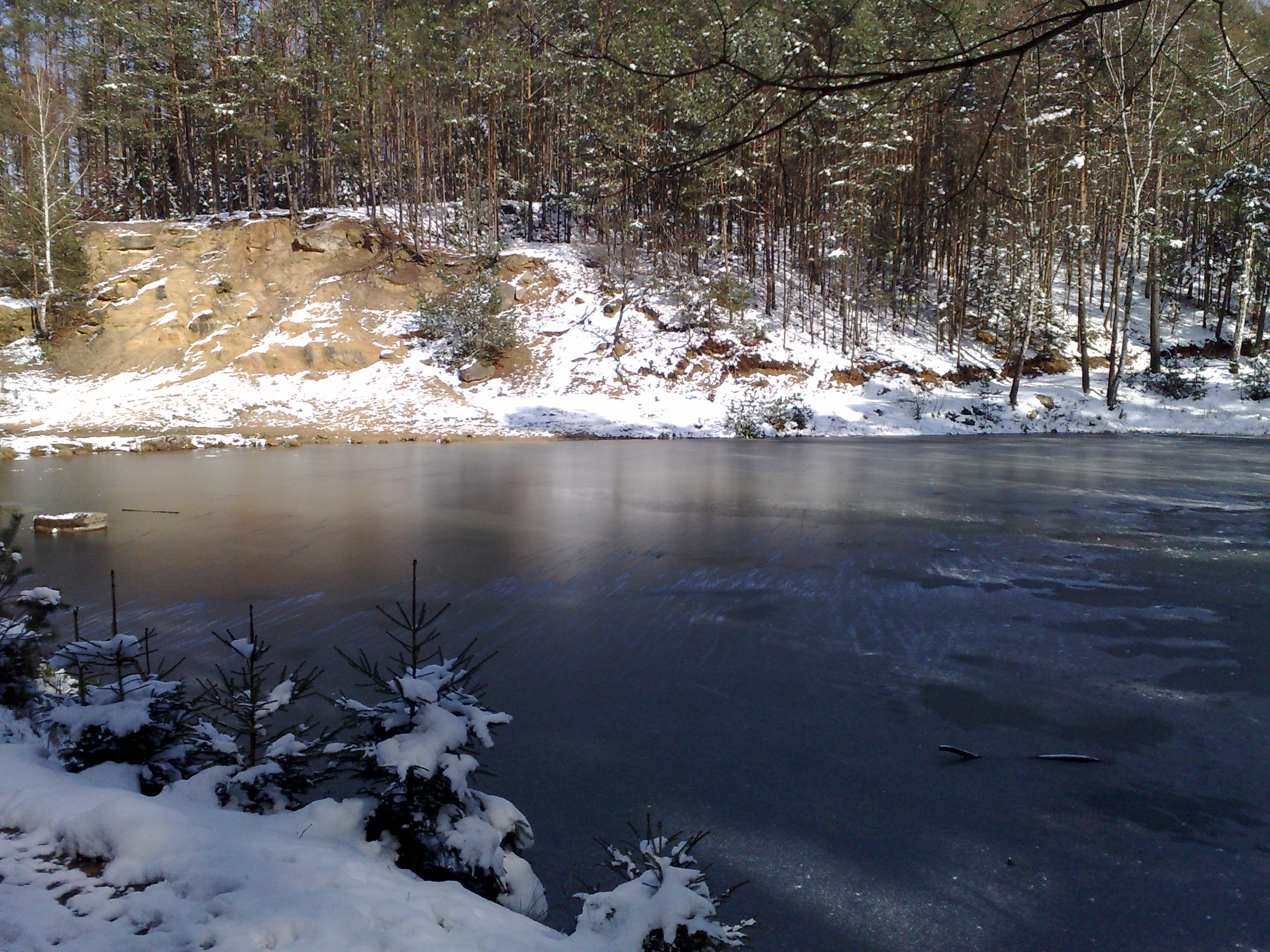
Eisbachsee
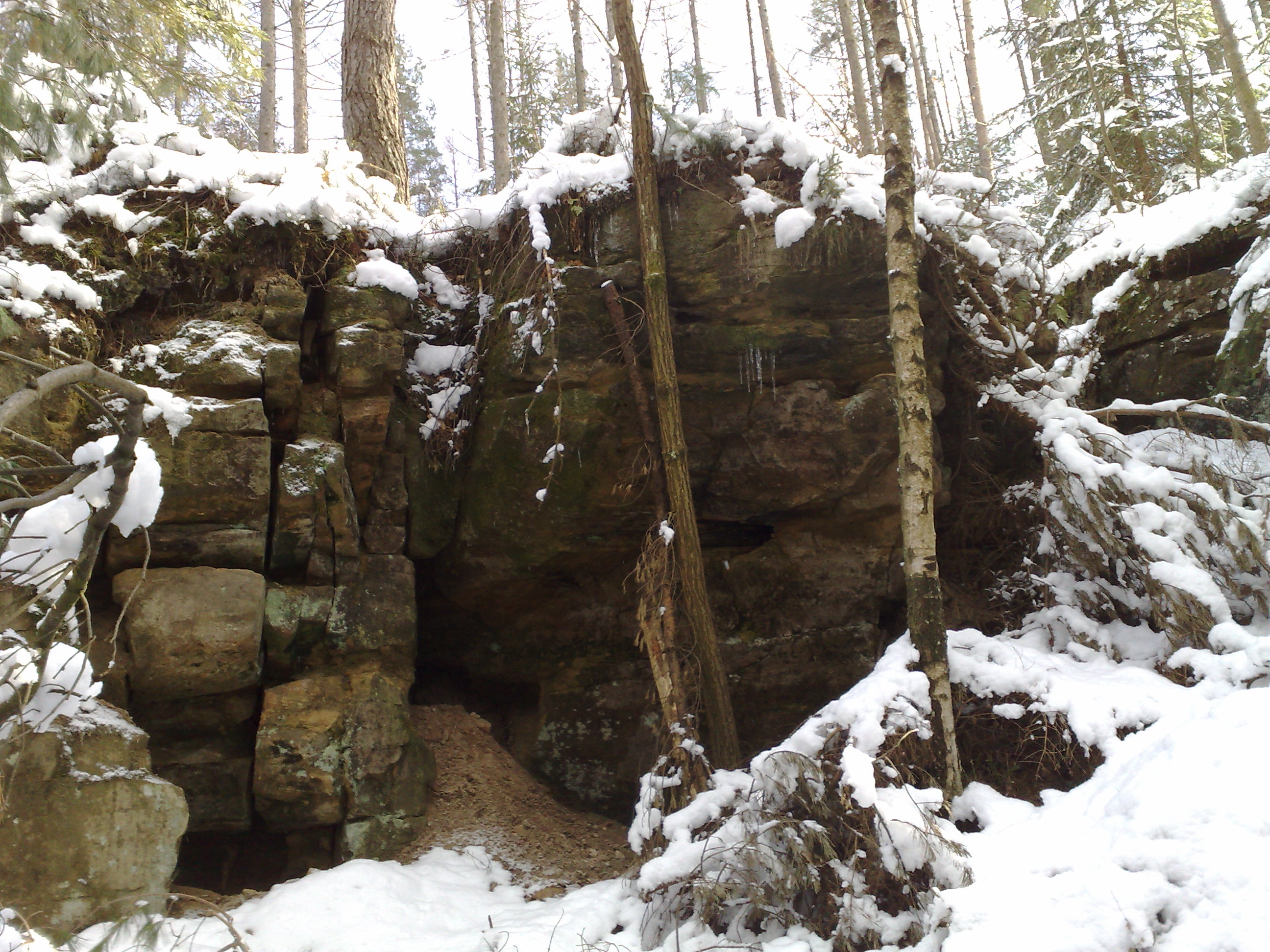
Eisbachklamm
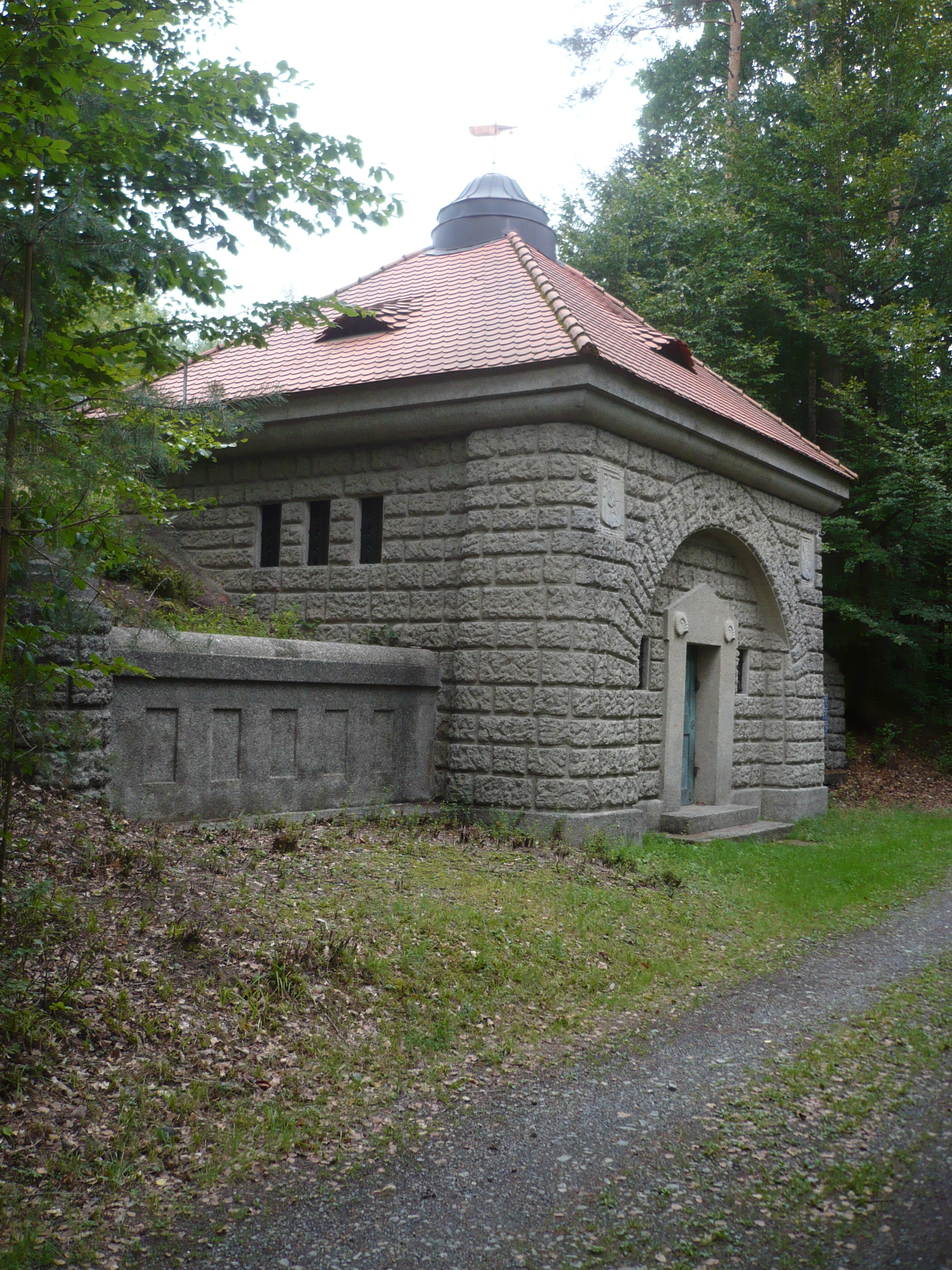
Altes Betriebsgebäude des Hochbehälters
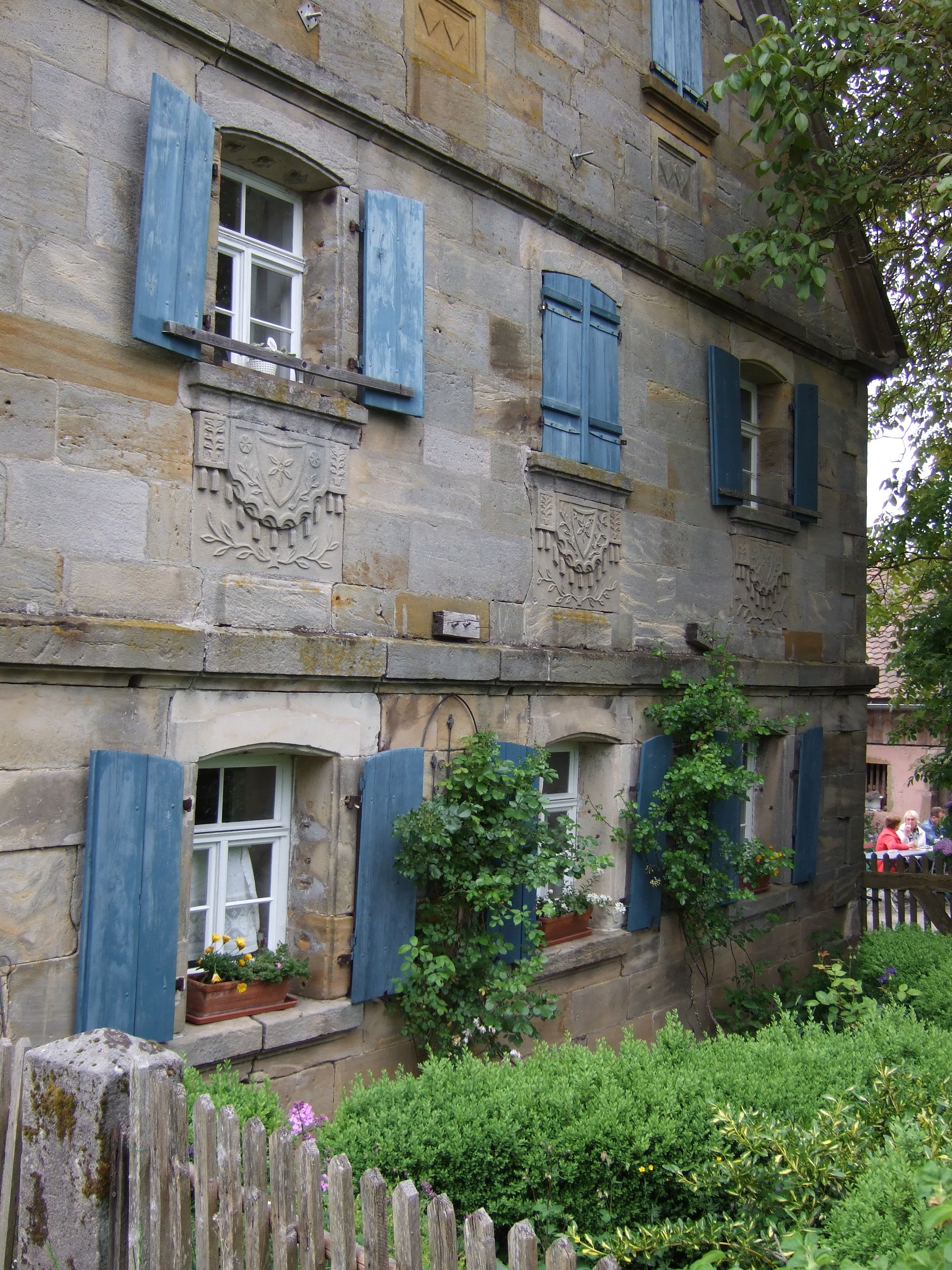
Gasthaus Auf der Theta, Giebelwand mit Fensterschürzen